# Matchless Model G3-serie
De Matchless Model G3-serie was een serie 350cc-motorfietsen die het Britse merk Matchless produceerde van 1935 tot ca. 1966. De ontwikkeling liep ongeveer op gelijke voet met de 500cc-Matchless Model G80-serie.

## Voorgeschiedenis

### Model 35/D3 en 35/D3 De Luxe
In 1935 bracht Matchless een serie eencilinders van 250- tot 600 cc op de markt. Ze hadden allemaal nog een licht (25º) voorover hellende cilinder en de sportieve modellen hadden een dubbele uitlaatpoort ("Twin Port") en twee uitlaten. Van bijna alle modellen kwam ook een "De Luxe"-versie met onder meer een grotere koplamp en een uitgebreider instrumentenpaneel. De 350cc-modellen waren het Model 35/D3 en het Model 35/D3 De Luxe.

## De type-aanduiding
In de tweede helft van de jaren dertig gebruikte Matchless elk bouwjaar in de type-aanduiding. De 350cc-modellen kregen daardoor de aanduidingen Model 35/D3, Model 36/G3, Model 37/G3, Model 38/G3 en Model 39/G3. Na de Tweede Wereldoorlog verviel het woord "Model" en werd het gewoon "Matchless G3" met eventueel een toevoeging als "L" voor Lightweight, "C" voor Competition en "S" voor Sprung (achtervering).

### Model 35/G3
Nog in 1935 verscheen het Model 35/G3. Deze machine had een rechtop staande cilinder met een enkele uitlaatpoort en een swept back-uitlaat en was een sportmotor. De cilinderverhoudingen (boring 69 mm en slag 93 mm) waren gelijk gebleven, maar de cilinderkop met haarspeldveren was gewijzigd en had nog maar één uitlaatpoort, het smeersysteem was verbeterd en het frame verstevigd. Uiterlijk was het verschil ook beperkt. De Burman-vierversnellingsbak was voetgeschakeld met een verstelbaar pedaaltje, de olietank was groter en volgde de lijnen van de framebuizen en het rechthoekige leren gereedschapstasje was vervangen door een stalen trapeziumvormig exemplaar tussen de rechter achterframebuizen. had een "Lo-Ex" aluminium zuiger. De krukas draaide links in een kogellager en rechts in een bronzen glijlager en de drijfstang had een dubbel kogellager. De kleplichter was handbediend. De compressieverhouding bedroeg 6,5:1. De ontsteking werd verzorgd door een Lucas-hoogspanningsmagneet die achter de cilinder zat en werd aangedreven door een kettinkje. De primaire ketting liep in een oliebad, de secundaire ketting in een open kettingschermpje. De (nu enkele) uitlaat was volgens de mode van de tijd uitgevoerd als swept back pipe, maar meer conservatieve klanten konden zonder bijbetaling een laagliggende uitlaat bestellen. De machine had een middenbok, maar ook nog een ouderwetse voorwielstandaard. De benzinetank was flink gegroeid: hadden de andere 1935-modellen nog 9-liter tanks, nu bevatte de tank 13,6 liter. De olietank was ook groter geworden, van 1,7 liter naar 2,3 liter. De Girder type-parallellogramvork was voorzien van drie verstelbare frictiedempers, twee schokdempers en een stuurdemper. Het stuur was in rubbers opgehangen. De machine kostte 52 pond, maar een afneembare bagagedrager kostte 15 shilling extra.

## Veel modellen in 1935
Matchless leverde in 1935 dus al drie eigen modellen: 35/D3 en 35/D3 De Luxe met een hellende cilinder en 35/G3 met een rechtop staande cilinder. Maar Matchless was ook eigenaar van het merk AJS en ook die machines liepen in Plumstead van de band. Onder die merknaam verschenen het AJS Model 35/5 met zijklepmotor en staande cilinder, het AJS Model 35/6 met kopklepmotor en hellende cilinder en het AJS Model 35/7, een racemotor met een bovenliggende nokkenas.

## Geen "De Luxe"-modellen
In 1936 leverde Matchless vijf modellen minder dan in 1935. Dat was vooral te wijten aan het verdwijnen van de "De Luxe"-modellen. In het algemeen werden deze modellen uitgevoerd met verchroomde randjes langs de spatborden, een grotere koplamp, een oliepeilindicator, een snelheidsmeter en een instrumentenpaneel op het stuur. In plaats daarvan konden klanten hun machine naar behoeven aankleden met onderdelen uit de catalogus:
- Afneembare bagagedrager (15 shilling)
- beenschilden (15 shilling)
- Snelheidsmeter zonder dagteller (2 pond)
- Snelheidsmeter met dagteller (2 pond en 5 shilling)
- Lucas remlicht (5 shilling)
- Duovoetsteunen (7 shilling en 6 pence)
- Duozadel (12 shilling en 6 pence)
- Hutchinson "De Luxe" duozadel voor plaatsing boven de bagagedrager (13 shilling en 6 pence)
- Eight-Day Clock[3] (1 pond en 10 shilling)

## 1936-1939

### Model 36/G3 en Model 37/G3 (Clubman)
In 1936 kwamen de nieuwe modellen 36/G3 en 36/G3C op de markt. Het Model 36/G3 was standaard uitgerust met een Lucas-verlichtingsset inclusief parkeerlicht, een 30 watt-dynamo en een elektrische claxon. Het instrumentenpaneel zat standaard boven op de tank en bevatte een ampèremeter, de ontstekings- en lichtschakelaar en een voorbereiding voor de inbouw van een "Eight-Day clock". De claxonschakelaar zat op het stuur.

### Model 36/G3C en Model 37/G3C (Clubman Special)
Het Model 36/G3C was vooral toegespitst op terreinsporten. Het was daarom ook lichter door de toepassing van smallere spatborden en het weglaten van de frictie- schokdempers en de middenbok. De machine had nog steeds een voorwielstandaard, maar ook een achterwielstandaard, die bij endurowedstrijden makkelijk was om het achterwiel te demonteren. De stuuruitslag was groter en er waren terreinbanden gemonteerd. Het stalen gereedschapskastje was vervangen door twee leren tasjes aan weerszijden van het achterspatbord. De machine had ook een beschermplaat voor het carter en de rem- en koppelingshendels waren verstelbaar. De versnellingsbak had een kortere gearing en de motor was getuned met gepolijste cilinderkop en in- en uitlaatpoorten. De stuurrubbers ontbraken, evenals de schokdempers op de voorvork. De machine kostte 57 pond en 10 shilling.
De machines voor 1937 (Model 37/G3 en Model 37/G3C) waren ongewijzigd.

### Associated Motor Cycles
In 1931 hadden de eigenaren van Matchless, gebroeders Harry, Charlie en Bert Collier, al de motorfietstak van het failliete AJS in Wolverhampton overgenomen. In 1936 had men al besloten om de merken Matchless en AJS onder te brengen onder Amalgamated Motor Cycles. In 1937 nam men ook de motorafdeling van Sunbeam over en toen veranderde de naam van het concern in Associated Motor Cycles. In 1951 nam men James over en in 1953 Norton. Door badge-engineering toe te passen verschenen de G3-modellen vanaf 1945 ook als AJS Model 16 en in 1965 zelfs een jaar als Norton Model 30 Mk II.
| In het Verenigd Koninkrijk bestond het verschijnsel "Clubmanraces". Dit waren wedstrijden tussen leden van een op sportieve leest geschoeide motorclub. In de jaren dertig betrof het vooral enduro-, trial- en motorcrosswedstrijden, want stratencircuits bestonden nauwelijks en permanente circuits waren dun gezaaid. Men kon racen op het Crystal Palace circuit, Brands Hatch en Donington Park, maar na de Tweede Wereldoorlog veranderde dat omdat tientallen ongebruikte vliegvelden werden omgebouwd tot circuit. Vanaf dat moment werd de naam "Clubman" vooral gebruikt voor sportmotoren die "street legal" waren, maar waarmee amateurs ook konden racen. |

### Model 38/G3 en 39/G3 (Clubman), Model 38/G3C en 39/G3C (Clubman Special)
In 1938 werden de motoren iets gewijzigd. De koelribben werden groter en de cilinderkop was uit één stuk gegoten met ingesloten kleppenmechanisme. De letter "M" was nu ook in de cilinderkop gegoten, net als in het kettingkastje van de dynamoketting. Het carter bleef gelijk, maar de oliepomp en de aan- en afvoerleidingen werden verbeterd. Alle Matchless-motorfietsen kregen 14mm-bougies.

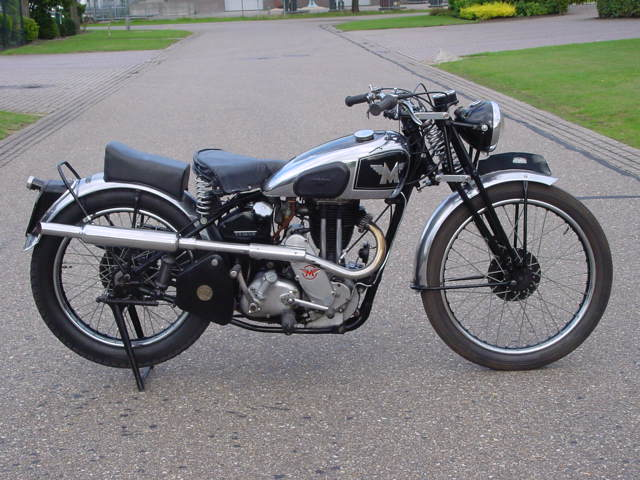
Dit Model 39/G3 uit 1939 draagt nog de kenmerken van de eerste serie: geen achtervering, de girder-parallellogramvork en het gereedschapskistje laag in het achterframe.
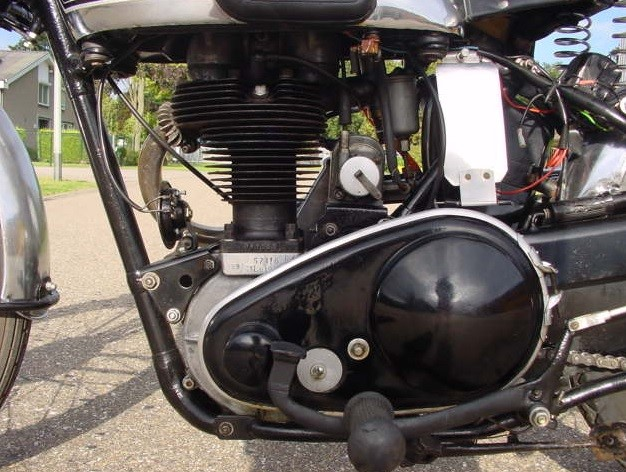
Vanaf 1938 werden de koelribben groter en dit Model 39/G3 uit 1939 heeft een primaire kettingkast die wordt afgesloten met een klemband. Een niet erg lekvrij systeem dat pas in 1958 werd afgeschaft.
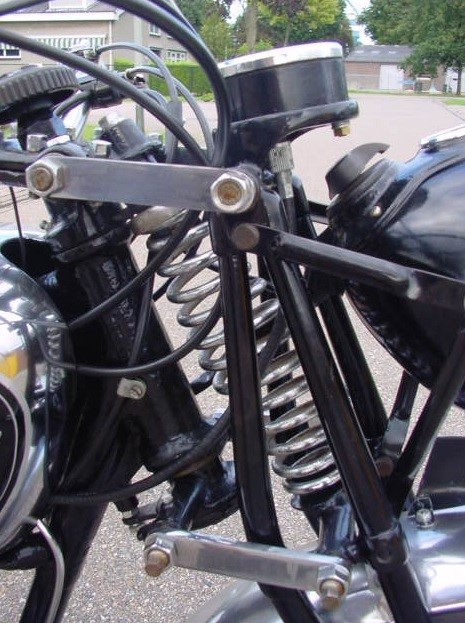
1939: De frictie-schokdempers zijn afwezig omdat de machine is opgebouwd volgens de specificaties van de G3C, maar de stuurdemper is er nog. De Smith's snelheidsmeter zit boven de voorvork, de lichtschakelaar en de ampèremeter op de koplamp.

## Oorlogsproductie

### Matchless WG3/L, G3/L en G3
Voor het War Office ontwikkelde Matchless al tijdens de mobilisatie in 1939 het prototype Matchless WG3/L, waarbij de "W" stond voor "War Office" en de "L" voor "Lightweight". De machine was dan ook 25 kg lichter dan een G3. De haarspeldveren voor de kleppen waren vervangen door schroefveren. Deze machine deed in 1939 al dienst in Noord-Frankrijk. Na de slag om Duinkerke en de daaropvolgende Britse evacuatieoperatie Dynamo bleef vrijwel al het materieel, al dan niet vernietigd, achter in Duinkerke. Onmiddellijk werden alle beschikbare Matchless-motorfietsen aangekocht door het War Office om de verliezen te compenseren. Het War Office startte tests voor de aanbesteding van specifiek militaire motorfietsen. Matchless ontwikkelde de WG3/L door tot de Matchless G3/L met de teledraulic-hydraulisch gedempte telescoopvork. Het Zuid-Afrikaanse leger bestelde 110 G3/L's voor motorordonnanssen, maar de Britse opdracht ging in eerste instantie naar Triumph met haar 3TW. De Triumph-fabriek aan Priory Street in Coventry ging echter verloren bij het bombardement op Coventry op 14 november 1940. Triumph opende in mei 1942 een nieuwe fabriek in Meriden, maar toen was de opdracht voor de productie van 80.000 motorfietsen al naar AMC gegaan. De militaire Matchless G3/L verloor alle luxe, waaronder het chroom en de middenbok en zou na de Tweede Wereldoorlog helpen om de civiele productie weer op te starten. Men bracht nog wel de Matchless G3 uit, een model dat nauwelijks afweek van het Model 39/G3, maar met nog maar één schokdemper op de voorvork. De civiele productie van AMC kwam in 1941 geheel tot stilstand. Na de oorlog was de Matchless G3/L het eerste model dat weer geproduceerd werd, samen met het bijna identieke AJS Model 16M. De G3/L werd al in 1949 opgevolgd door de G3/LS met achtervering, maar bleef nog tot eind 1955 leverbaar.

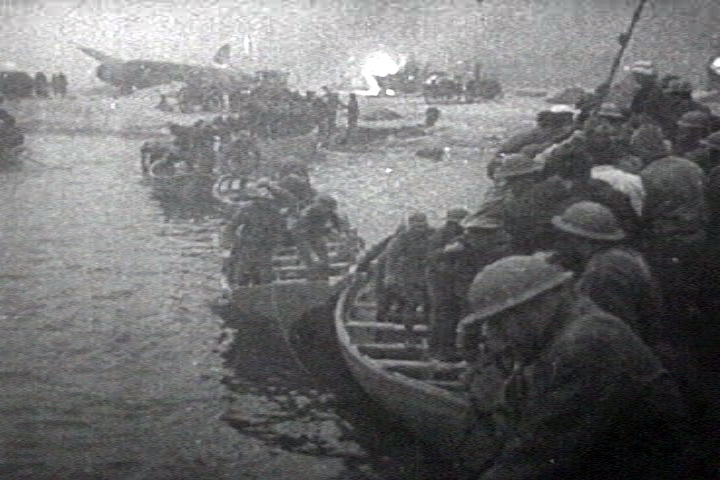
Bij de Operatie Dynamo (27 mei - 4 juni 1940) werden ruim 300.000 manschappen geëvacueerd, met achterlating van hun materieel.
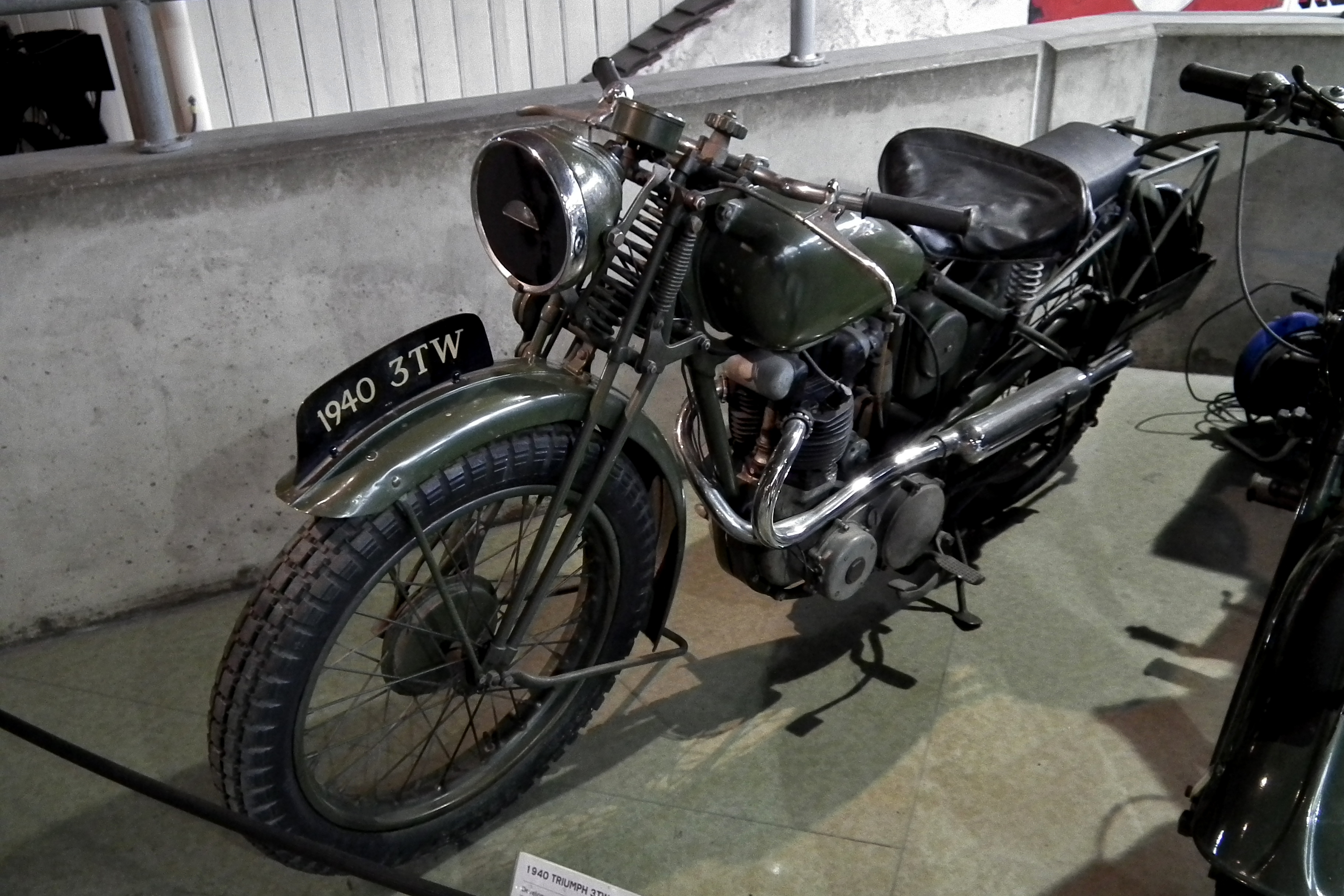
De Triumph 3TW was het beoogde krijgsros van het Britse War Office, maar kon door het bombardement op Coventry niet in productie worden genomen.
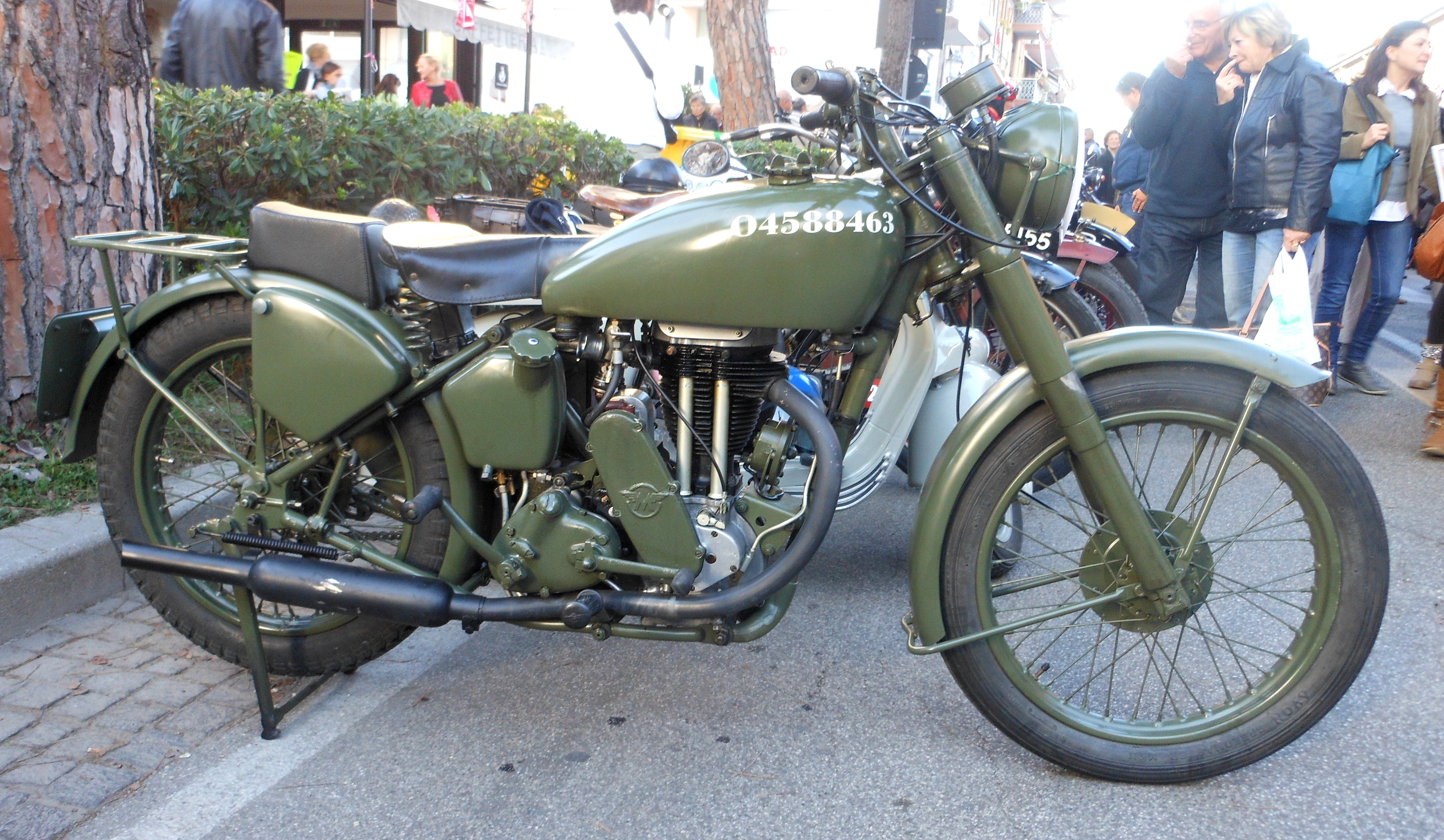
Matchless G3/L met AMC-teledraulic-telescoopvork.
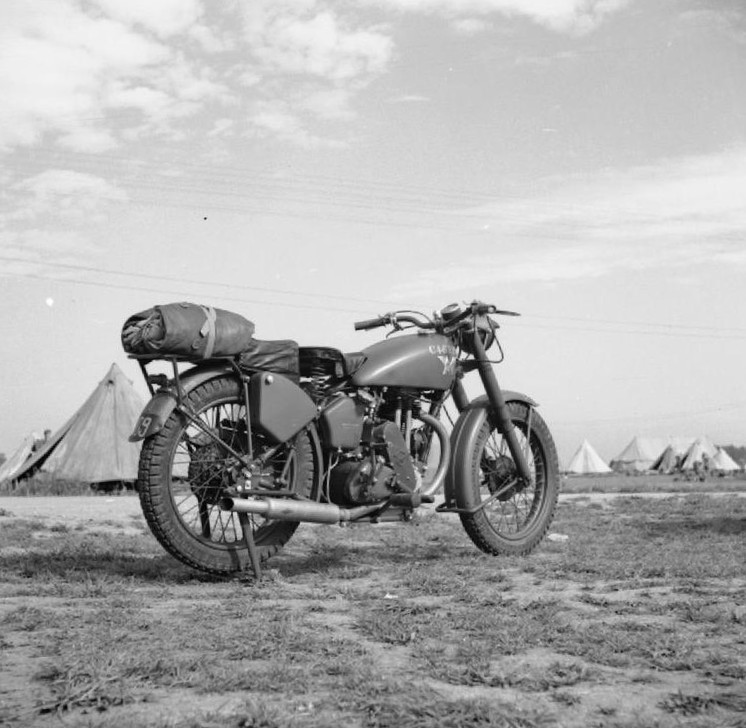
De War Office G3/L had veel gewicht verloren, onder meer door het ontbreken van chroom en de middenbok. Het gereedschapskastje zat nu hoger, boven de buis van het achterframe.
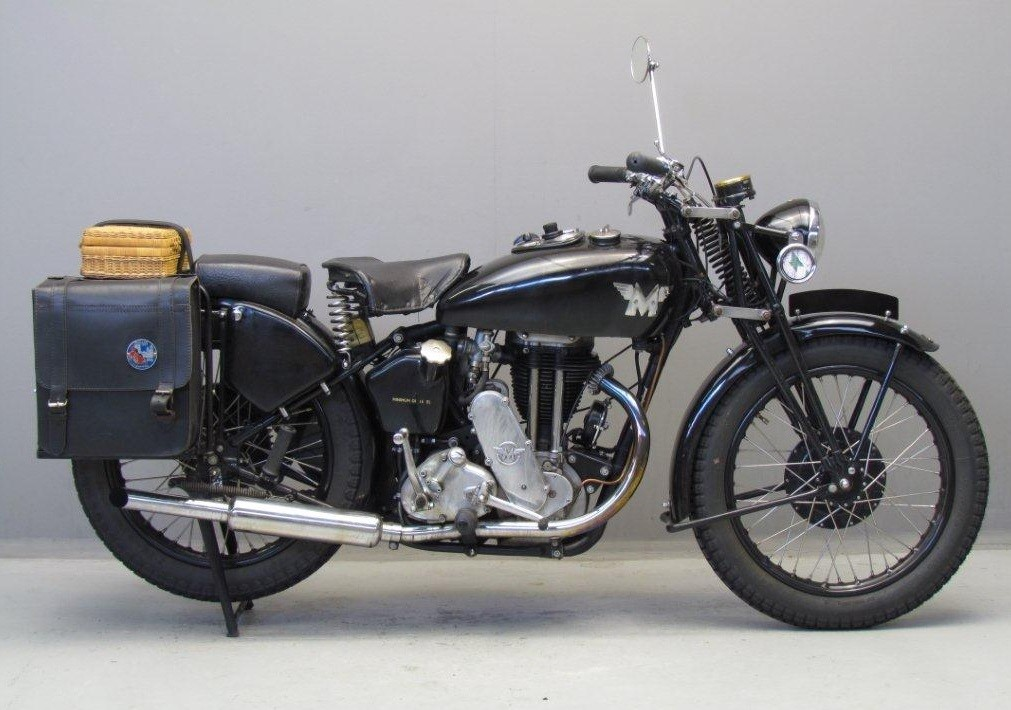
De sobere G3 uit 1940 moest het nog doen met de oude girder-voorvork, terwijl de militaire machine al de AMC-teledraulic-vork had.

## Na de oorlog
| De Koninklijke Landmacht had na de oorlog gebruikgemaakt van achtergebleven dumpmotorfietsen zoals de Harley-Davidson Liberator, maar in 1949 bestelde men de Matchless G3/L met een iets kleinere (6 inch) koplamp, matverchroomde onderdelen, valbeugels, een bagagerek en een luchtfilter. De machine beviel kennelijk, want in 1956 volgde de tweede bestelling, van de Matchless G3/LS dit keer. Bij deze machines werd het duozadel vervangen door een zweefzadel met bagagerek en opnieuw verlangde men valbeugels en een luchtfilter. De derde bestelling kwam in 1961. De Matchless werd in 1967 opgevolgd door de Triumph 3TA. Bij de Koninklijke Marechaussee bleef de G3/LS tot 1971 als lesmotor in gebruik. |

### Matchless G3/LS en AJS Model 16MS
Het Britse leger hield de Matchless G3/L in dienst tot de machine in 1960 werd afgelost door de BSA W-B40. In Europa diende een aantal achtergelaten Matchless G3/L's na de oorlog als vervoermiddel voor burgers en in het Verenigd Koninkrijk werd het een populaire trialmotor. De materiaalschaarste die ook na de oorlog voortduurde dwong AMC om de civiele machines in een enkele kleur (zwart, groen of khaki) te spuiten en chroom werd slechts mondjesmaat gebruikt. De slechts deels verchroomde velgen kwamen bijvoorbeeld pas in 1947 terug, volledig verchroomde velgen in 1958. De noodzakelijke accessoires zoals verlichting en een claxon waren standaard, maar voor een snelheidsmeter moest worden bijbetaald. In 1945 werd het AJS Model 16M ontwikkeld. AJS was immers eigendom van AMC en door badge-engineering kon men goedkoop motorfietsen met beide merknamen bouwen. De AJS was niet helemaal identiek: de ontstekingsmagneet, die bij de Matchless achter de cilinder zat, was bij de AJS aan de voorkant gemonteerd. In 1949 werden de schroefveren voor de kleppen weer vervangen door haarspeldveren en kreeg de machine eindelijk achtervering. Matchless sloeg daarbij een stap over: in plaats van plunjervering kreeg de machine een swingarm met hydraulische schokdempers. De naam veranderde in Matchless G3/LS (en AJS Model 16MS), waarbij de "S" stond voor "Sprung" (geveerd). Echt goed waren de veerelementen, die de bijnaam "Candlestick" kregen, nog niet en eind 1950 werden ze vervangen door de duurdere maar nog niet overtuigende "Jampots". Pas in 1957 werd de achtervering aanmerkelijk beter toen men veer/demperelementen van Girling ging monteren. In 1951 kreeg de G3/LS een aluminium cilinderkop en werd de Burman-versnellingsbak verbeterd zodat hij soepel schakelde en vooral minder lekte. De bezuinigingen op chroom en lak sloegen in 1952 opnieuw toe door de Koreaanse Oorlog. In dat jaar werd de ontstekingsmagneet op AJS-wijze voor het carter geplaatst. Vanaf 1953 konden de geveerde modellen voorzien worden van een duozadel. In 1954 kregen de machines een volle naaf-trommelrem in het voorwiel. Vanaf 1955 gebeurde dat ook bij het achterwiel en kregen de 350cc-modellen een grotere tank (17 liter in plaats van 13,5 liter). Rond die tijd werd de machine ook meer symmetrisch door het accu/gereedschapskastje links te plaatsen met dezelfde vorm als de rechts geplaatste olietank. De Burman-versnellingsbak werd in 1956 vervangen door een exemplaar van het in 1953 overnomen Norton. In 1958 werd de toen al ouderwetse Lucas-gelijkstroomdynamo en magneetontsteking vervangen door een moderne wisselstroomdynamo en een accu-bobineontsteking. Het lekkende deksel (met klemband) van de primaire ketting werd vervangen door een geschroefd aluminium exemplaar, waardoor het lekkageprobleem werd opgelost. In 1961 werd het semi-dubbel wiegframe vervangen door een dubbel wiegframe met twee buizen vanaf het balhoofd. Eind 1961 werd de boring/slagverhouding gewijzigd: 69 x 82,5 mm. Het toerental kon daardoor hoger worden en het vermogen steeg naar 23 pk. Gedurende de jaren werd de compressieverhouding ook steeds hoger. Als "oorlogsmachine" had de G3/L nog een lage compressieverhouding vanwege het gebrek aan klopvaste benzine. In 1964 werd de AMC-teledraulic-voorvork vervangen door de Norton-Roadholder. Daarmee ging de machine ook beter remmen, want de bredere vork bood plaats aan bredere remtrommels.

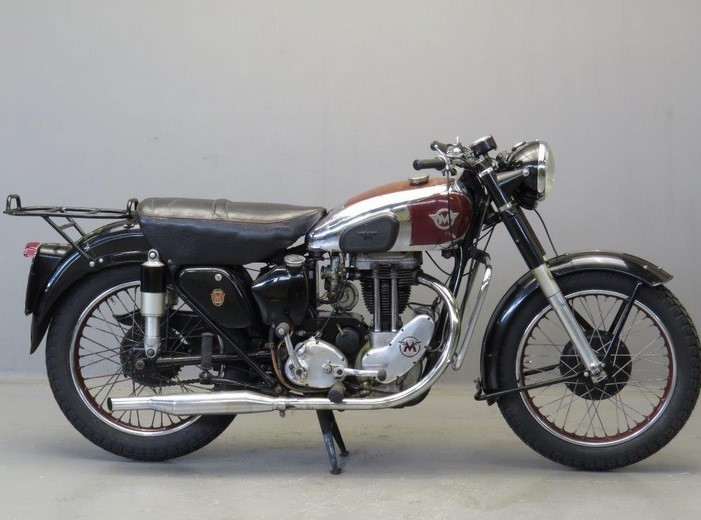
Matchless G3/LS uit 1953. De ontstekingsmagneet  is naar AJS-voorbeeld naar de voorkant van het blok verhuisd.
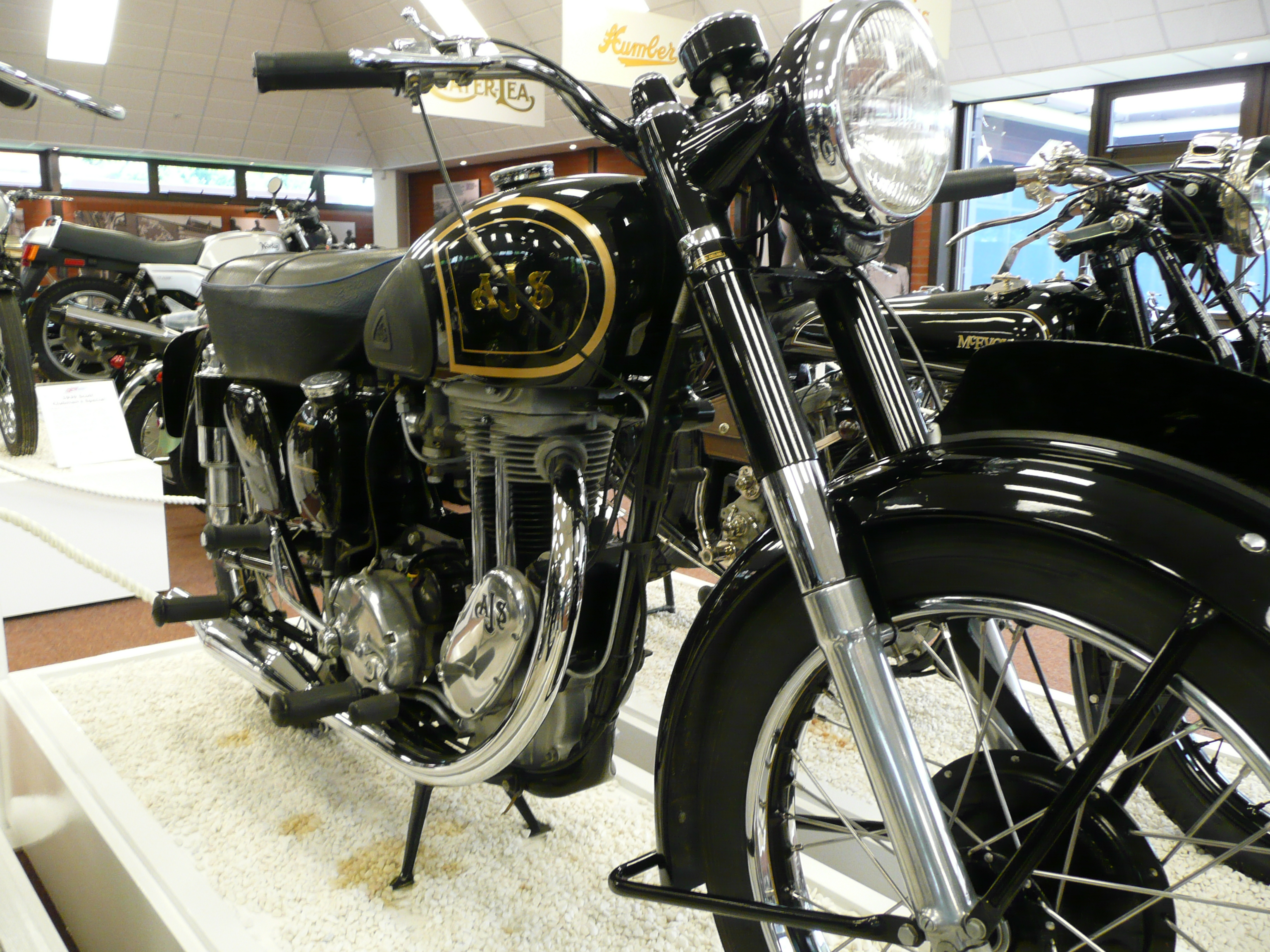
Het zustermodel AJS Model 16MS uit 1953 heeft nog halve naaf-trommelremmen.
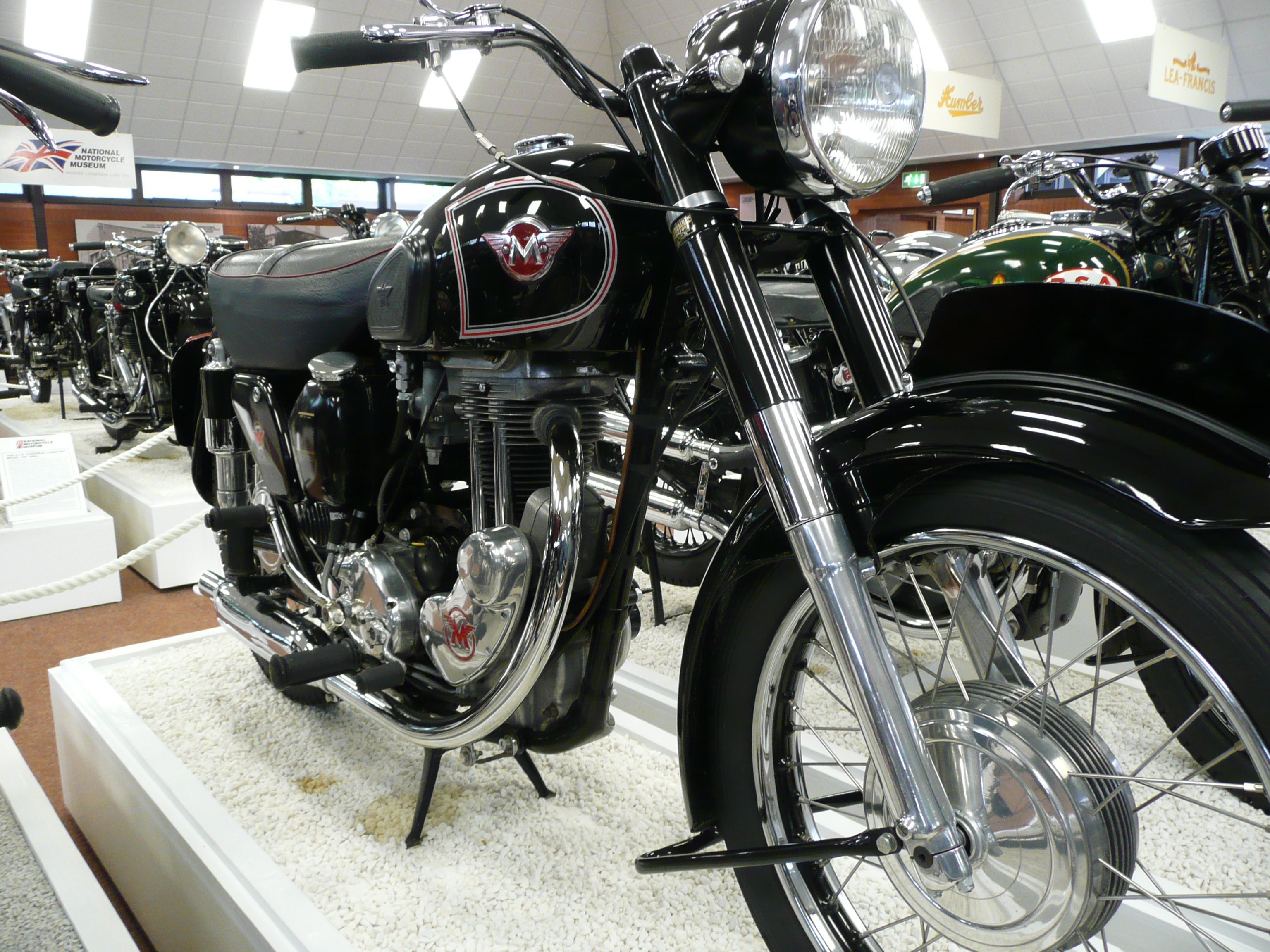
In 1955 was de velgrand nog steeds niet helemaal verchroomd. Dat gebeurde pas in 1958. De machine heeft inmiddels volle naaf-trommelremmen.
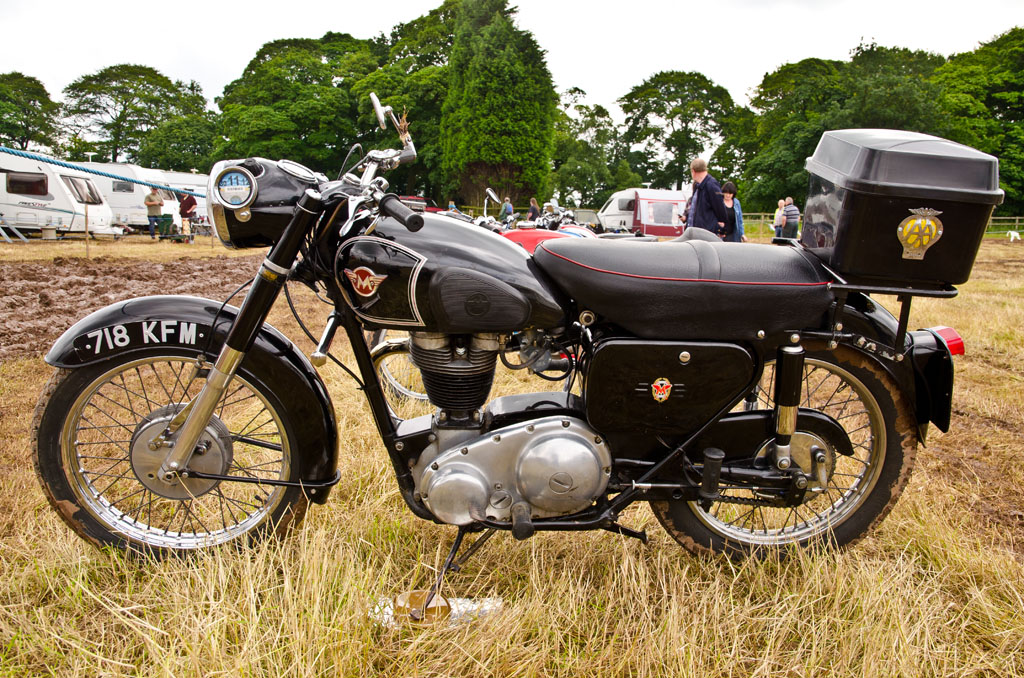
Matchless G3/LS uit 1959, met het in 1958 geïntroduceerde aluminium deksel van de primaire ketting.
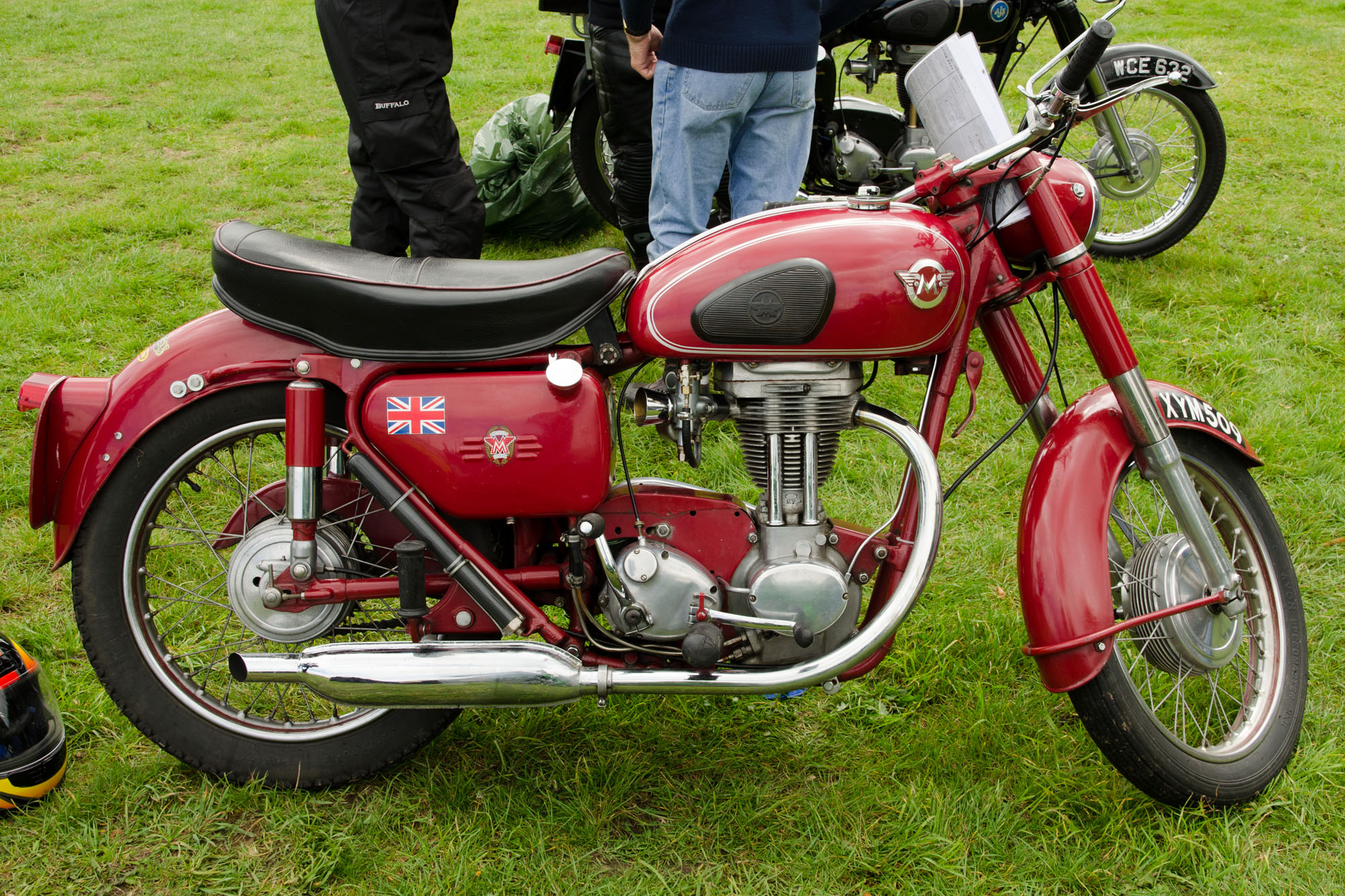
De Matchless G3/LS uit 1960 was al niet meer zo "Lightweight".
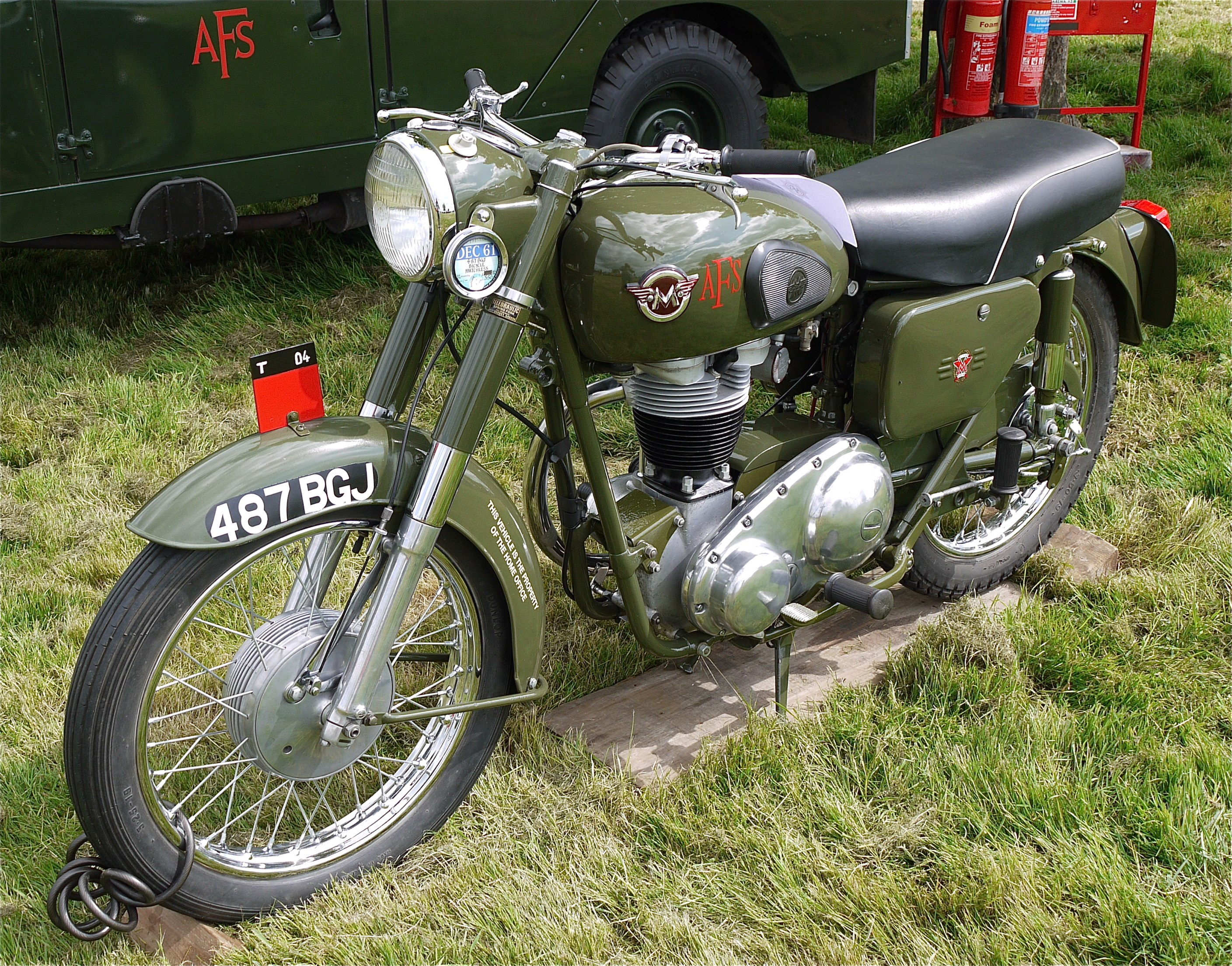
In 1961 kwam er een dubbel wiegframe.

### Matchless G3/LC, G3/LCS en G3/LCT
De Matchless G3/LC kwam in 1950 op de markt. De "C" stond voor "Competition" en daarmee werden terreinsporten en vooral de trialsport bedoeld. Het was niet zomaar een "uitgeklede" G3/L. De machine had een speciaal frame met een kortere wielbasis en de voetsteunen waren meer naar binnen geplaatst om het geheel smaller te maken. Zelfs de vuldop van de olietank was verplaatst. Die stak bij de normale modellen iets naar buiten om het vullen te vergemakkelijken, maar kon daardoor hinderen bij de staande houding van de trialrijder. Daarom zat de vulhals nu boven op de tank. De aluminium cilinderkop die de andere modellen pas in 1951 kregen, kreeg de G3/LC al een jaar eerder. De G3/LC kreeg ook lichte, aluminium spatborden en de middenbok verdween vanwege de bodemvrijheid die bij het trialrijden essentieel was. In plaats daarvan kwam er een dunne, lichte achterwielstandaard, die al snel weer werd vervangen door een jiffy. Toen de G3-modellen in 1954 achtervering kregen volgde vanzelfsprekend de Matchless G3/LCS, hoewel de G3/LC nog een jaar leverbaar bleef. De LCS kreeg nooit het dubbel wiegframe dat de andere modellen in 1961 wel kregen. De Matchless G3/LCT was een trialmotor zonder achtervering die van 1956 tot 1958 werd geproduceerd.

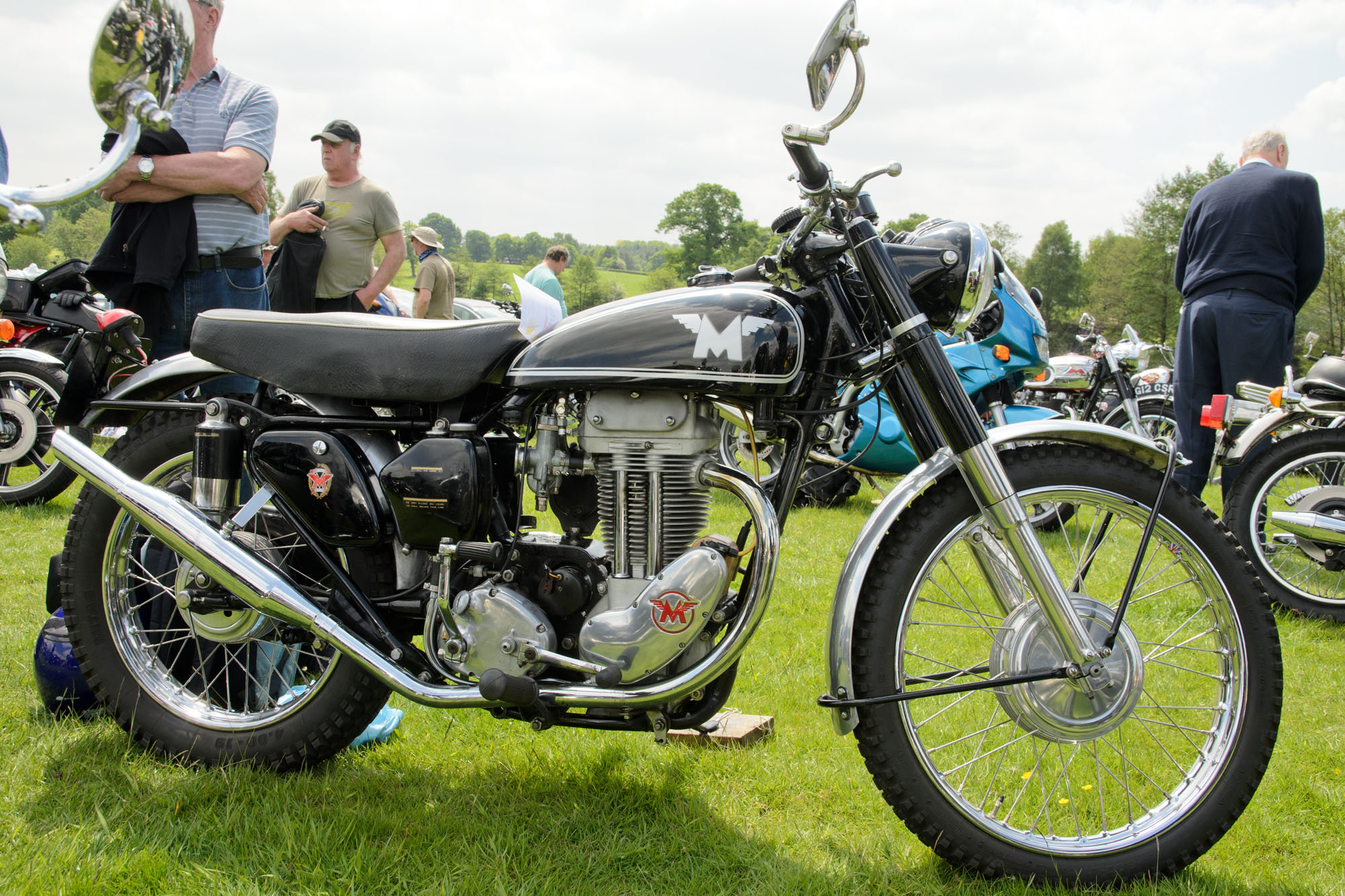
Matchless G3/LCS uit 1955 met een kortere wielbasis en de omhooggerichte vulhals van de olietank. Het origineel had een klein en licht zweefzadeltje. Dit duozadel was wel leverbaar, maar bij trialrijders niet gebruikelijk.
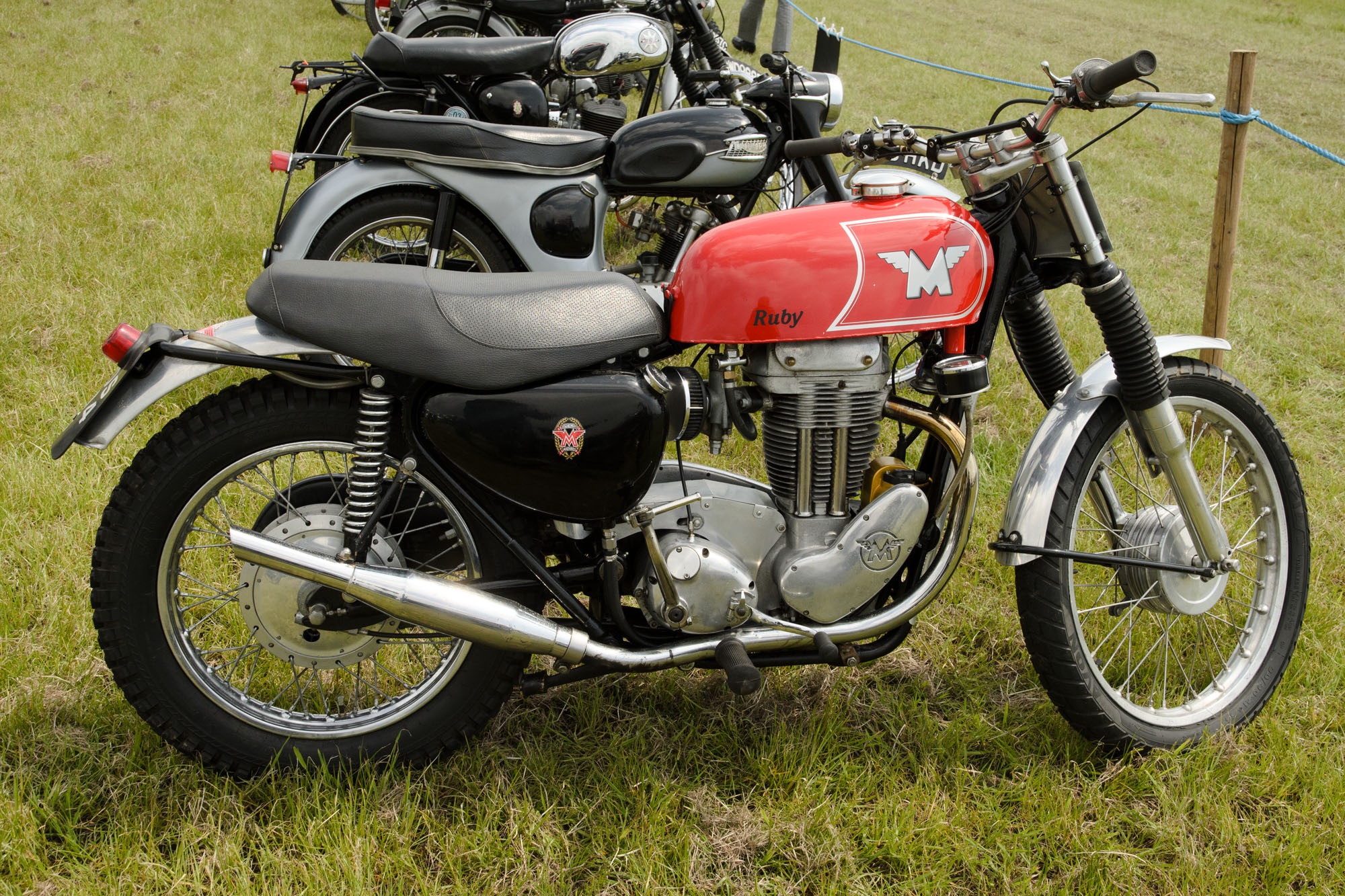
G3/LCS uit 1964.

## Einde productie
De productie van het wegmodel G3/LS eindigde in 1966 toen Associated Motor Cycles werd verkocht aan Dennis Poore. Het terreinmodel G3/LCS bleef nog iets langer in productie, maar moest toch al snel het hoofd buigen voor de lichtere en sterke tweetakten van concurrerende merken als Greeves, Zündapp en Bultaco.